# Cortinarius spilomeus
Cortinarius spilomeus (Elias Magnus Fries, 1818 ex Elias Magnus Fries, 1838) din încrengătura Basidiomycota, în familia Cortinariaceae și de genul Cortinarius, este o specie răspândită, dar destul de rară de ciuperci necomestibile care coabitează, fiind un simbiont micoriza (formează micorize pe rădăcinile arborilor). O denumire populară nu este cunoscută. În România, Basarabia și Bucovina de Nord trăiește de la câmpie la munte în grupuri, pe sol acru și umed, preponderent în păduri mixte, dar și în cele de conifere, sub molizi, pini și mesteceni, cu plăcere în păduri tinere de conifere cu copaci de foioase (mesteacăn) intercalate în vegetație erbacee. Timpul apariției este din (august) septembrie până în noiembrie.

## Taxonomie

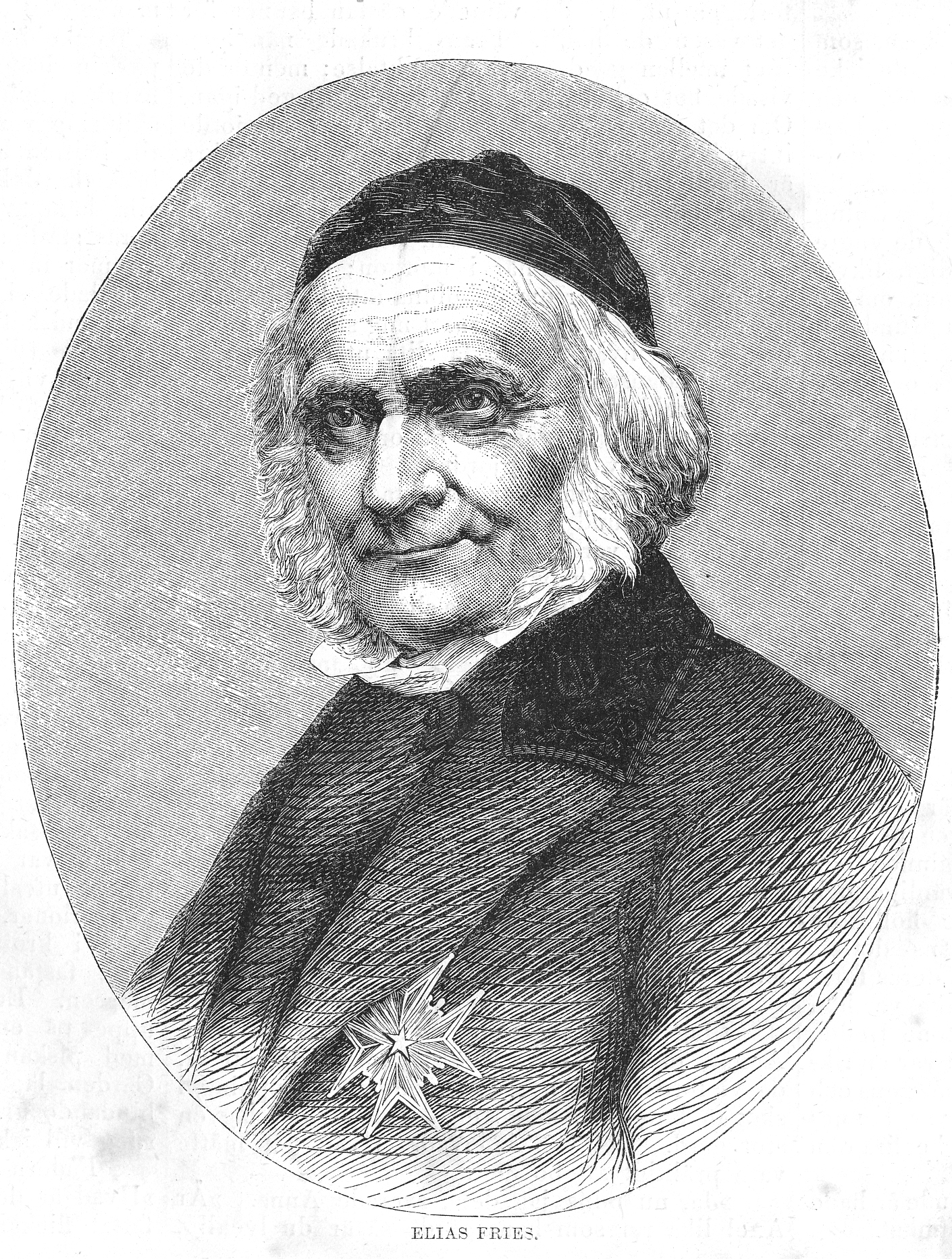
Elias Fries

Numele binomial hotărât este Agaricus spilomeus, determinat de renumitul micolog suedez Elias Magnus Fries în volumul 2 al operei sale Observationes mycologicae din 1818.
Apoi, în 1838, Fries însuși a transferat specia la genul Cortinarius sub păstrarea epitetului, de verificat în cartea sa Epicrisis systematis mycologici, seu synopsis hymenomycetum, fiind numele curent valabil (2021). 
Sinonim obligatoriu este variația Cortinarius anomalus var. spilomeus, o ciupercă din Asia de Est care se dezvoltă sub specia de stejar sempervirescentă Quercus lanuginosa (azi: Quercus franchetii), descris de micologul francez René Maire pe baza descrierii lui Fries în lucrarea sa Fungi Catalaunici: Contributions à l'étude de la Flore Mycologique de la Catalogne din 1833.
Toți ceilalți taxoni creați precum variațiile descrise sunt acceptate sinonim.
Epitetul specific este derivat din cuvântul de limba greacă veche (greacă veche σπηλαιώδης=cavernos, prăpăstios), probabil datorită structurii interne a piciorului. 

## Descriere

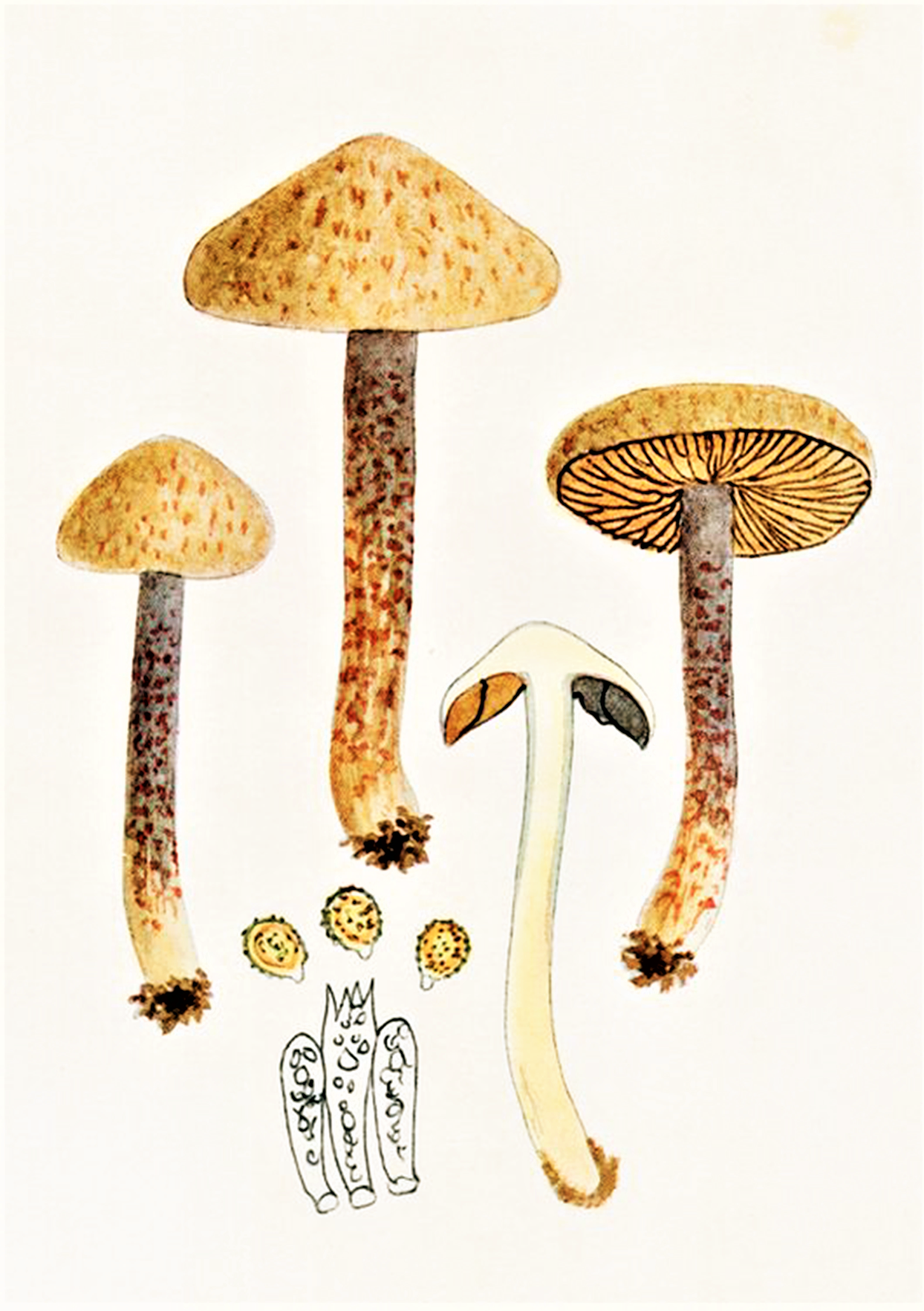
Bres.: Cortinarius spilomeus

- Pălăria: destul de subțire și numai foarte slab higrofană cu un diametru de 3-7 (9) cm este la început boltită emisferic, apoi convexă uneori puțin conică, cu marginea răsucită înspre interior și apoi plat-convexă, ocazional cu o adâncitură slabă în centru, dar fără o cocoașă. Cuticula este netedă, brumată mătăsos, mai târziu din când în când presărată cu resturi ale vălului parțial solzoase și ruginii, în special la margine și uscată, doar la umezeală lipicioasă. Coloritul variabil, inițial gri-liliachiu, slab violet sau chiar violet-maroniu, devine în urmă gri-brun, brun-gălbui , galben-maroniu până brun-roșcat, decolorându-se la bătrânețe ocru-brun, ca o cafea cu lapte.
- Lamelele: dense și subțiri, cu lameluțe intercalate și bifurcate, cu timpul nu rar puțin ondulate, sunt aderate slab bombat la picior, fiind învăluite la început de o cortină albicioasă cu o tentă liliachie, formată din fibre foarte fine ca păienjeniș, resturile vălului parțial care se decolorează mai târziu ruginiu. Muchiile ulterior drepte devin în vârstă zimțate. Coloritul este inițial albastru-liliachiu deschis, devenind cu avansarea în vârstă ocru-brun, ca o cafea cu lapte până la brun de scorțișoară, adesea cu nuanțe violacee.
- Piciorul: cu o înălțime de 5-8 cm și o grosime de 0,5-0,8 (1) cm este uscat, subțire, fibros, cilindric, nu rar slab îngroșat la bază, fiind pe dinăuntru gol ca un tub. Coloritul pe exterior este albicios-liliachiu, presărat cu solzișori arămii până ruginii neregulați mai mult sau mai puțin bătător la ochi. Nu poartă un inel.
- Carnea: subțire, în picior fibroasă, este gri brună, spre vârf adesea violacee, iar spre bază brun-gălbuie. Mirosul, inițial imperceptibil, devine destul de repede neplăcut mucegăit, gustul fiind blând.[4][3]
- Caracteristici microscopice: are spori gălbui, aproape rotunzi până slab ovoidali, aspru granulați, cu o mărime de 6-7 (8) x 5-6 (6,5) microni, pulberea lor fiind brună ca scorțișoara. Basidiile cu 4 sterigme fiecare sunt clavate și au o dimensiune de 25-30 x 6-7 microni. Cistidele (elemente sterile situate în stratul himenal sau printre celulele din pielița pălăriei și a piciorului, probabil cu rol de excreție) de mărime asemănătoare au forma de măciucă cu vârfuri rotunjite.[9]
- Reacții chimice: cuticula se decolorează cu Sulfat de fier (II) brun-verzui până gri-brun, pe când carnea nu arată nicio reacție.[4][10]

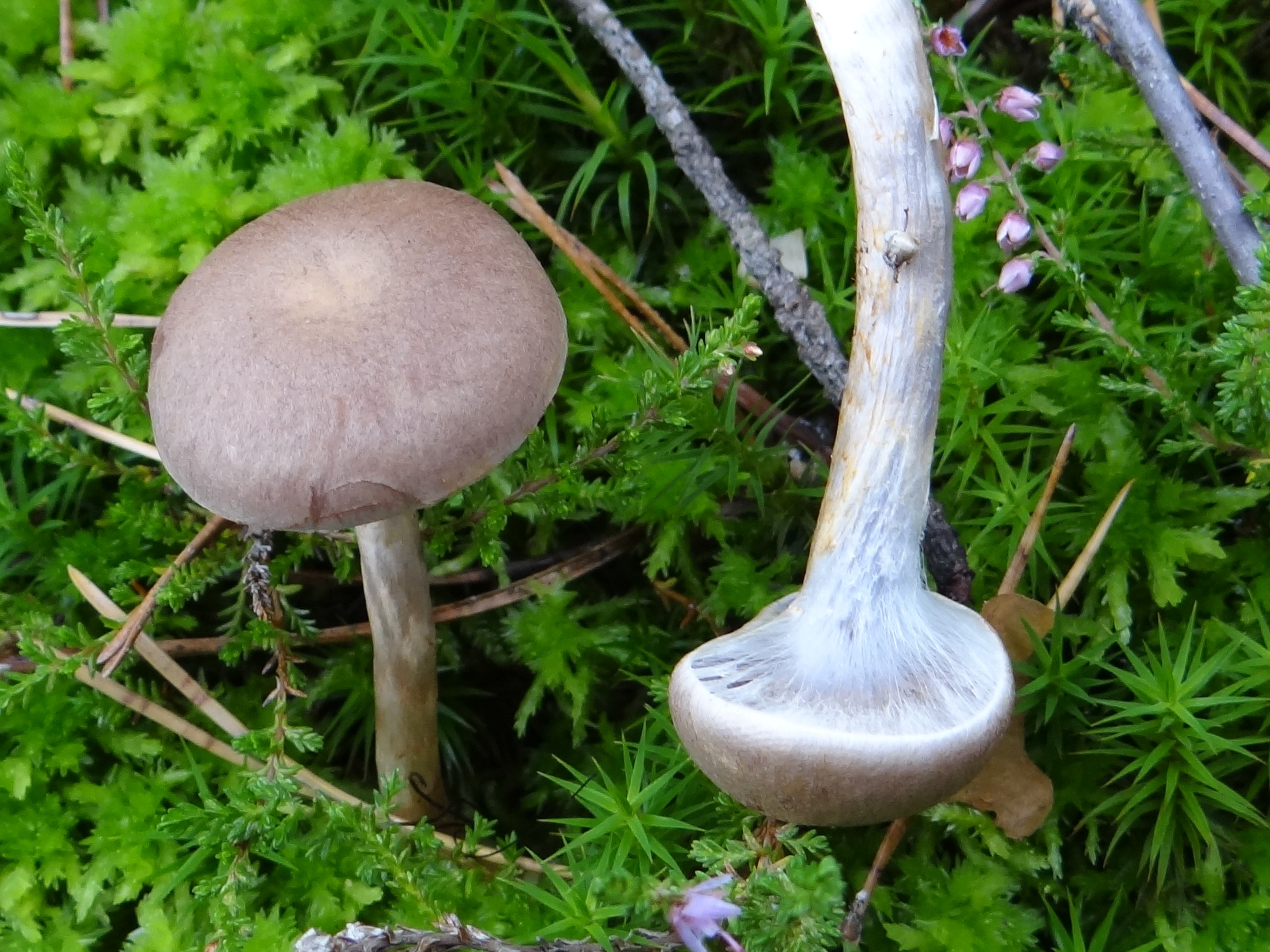
C. spilomeus, mai tânăr și foarte tânăr cu văl parțial
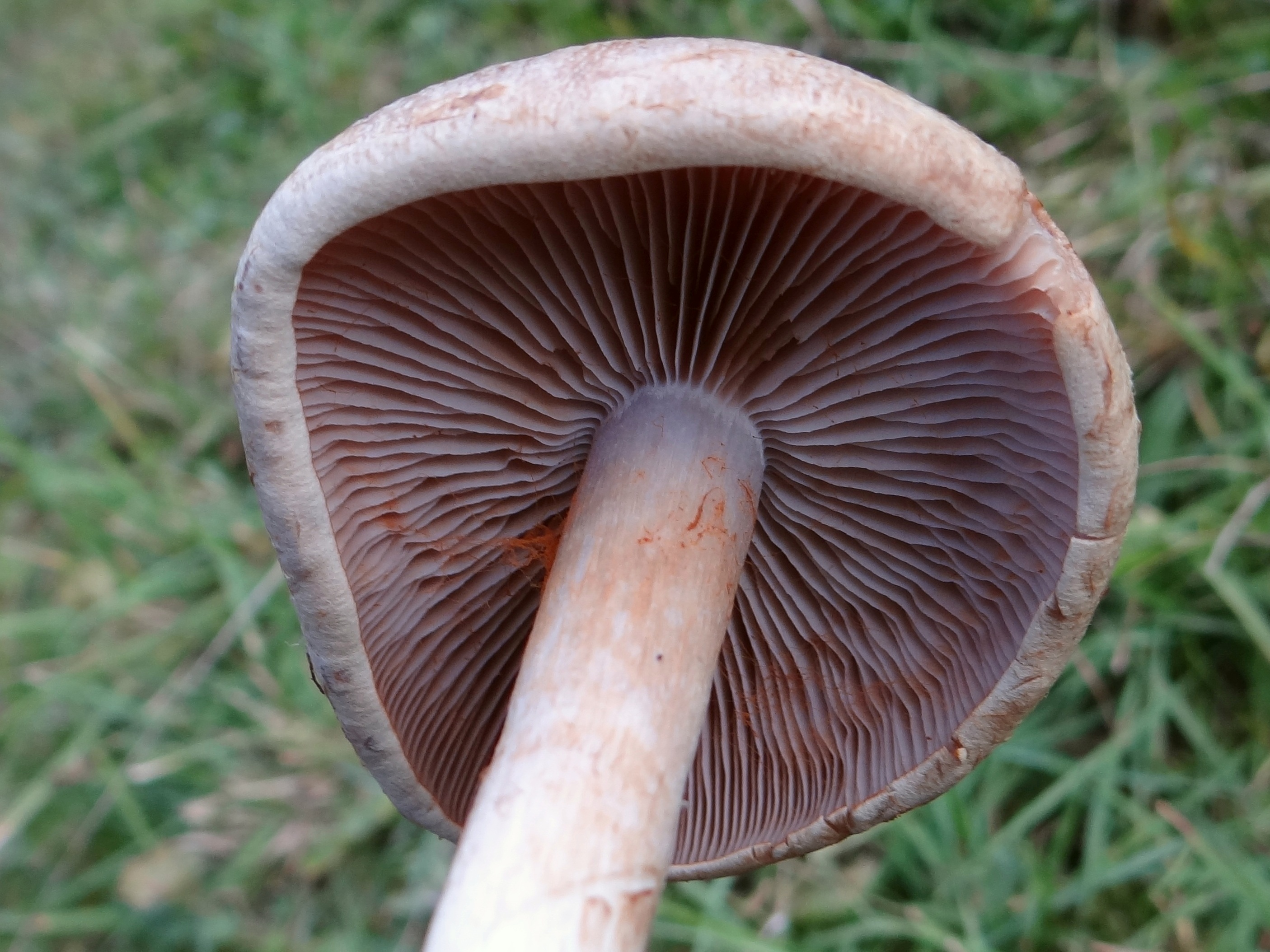
C. spilomeus mai tânăr: lamele și picior
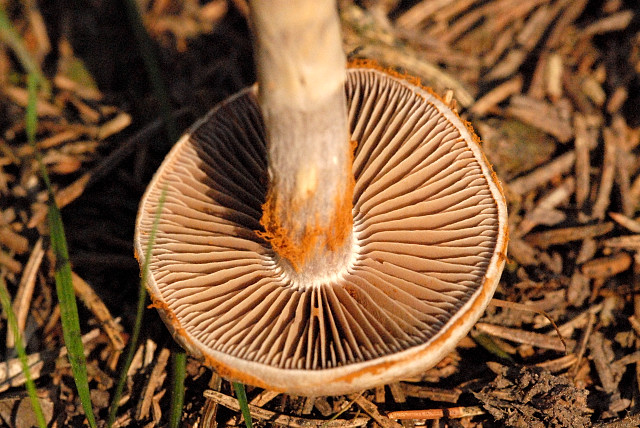
C. spilomeus mai bătrân: lamele și picior
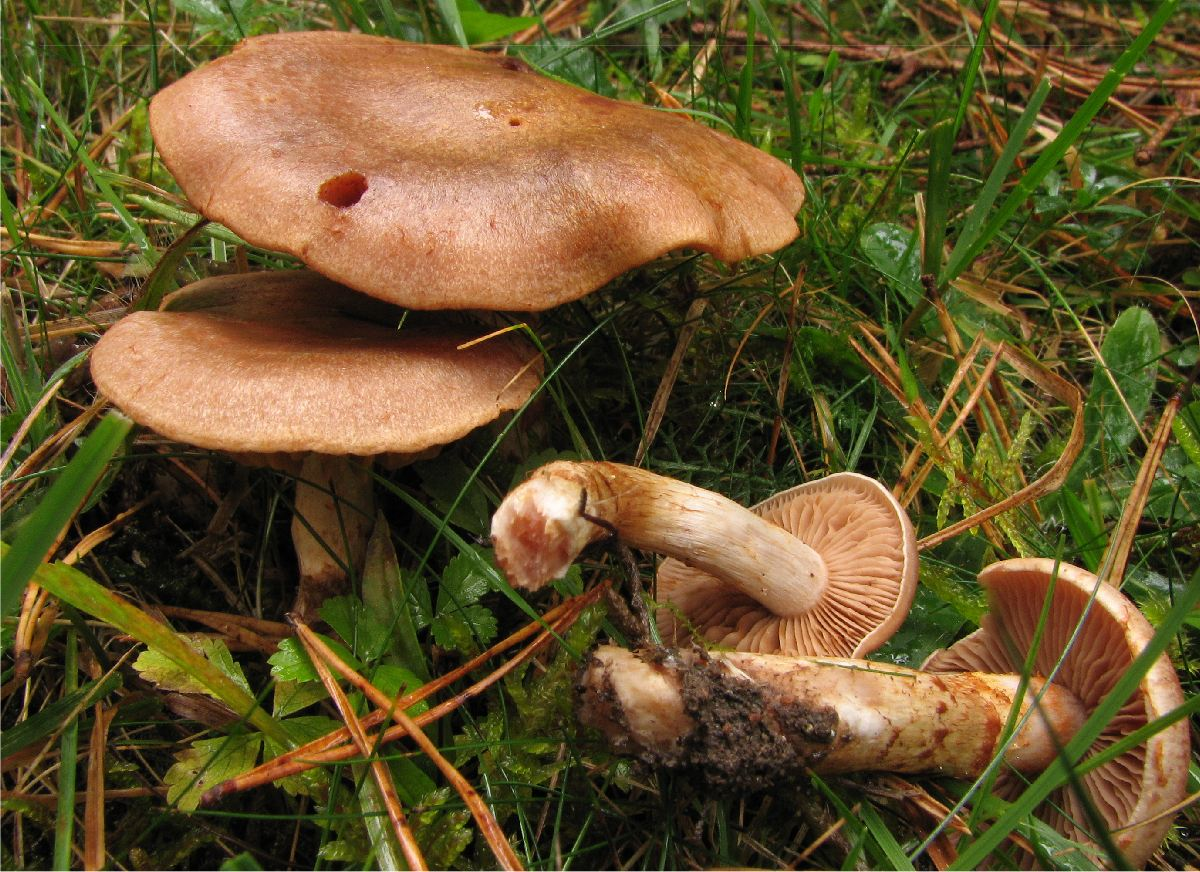
C. spilomeus mai în vârstă, pal ocru-maronii
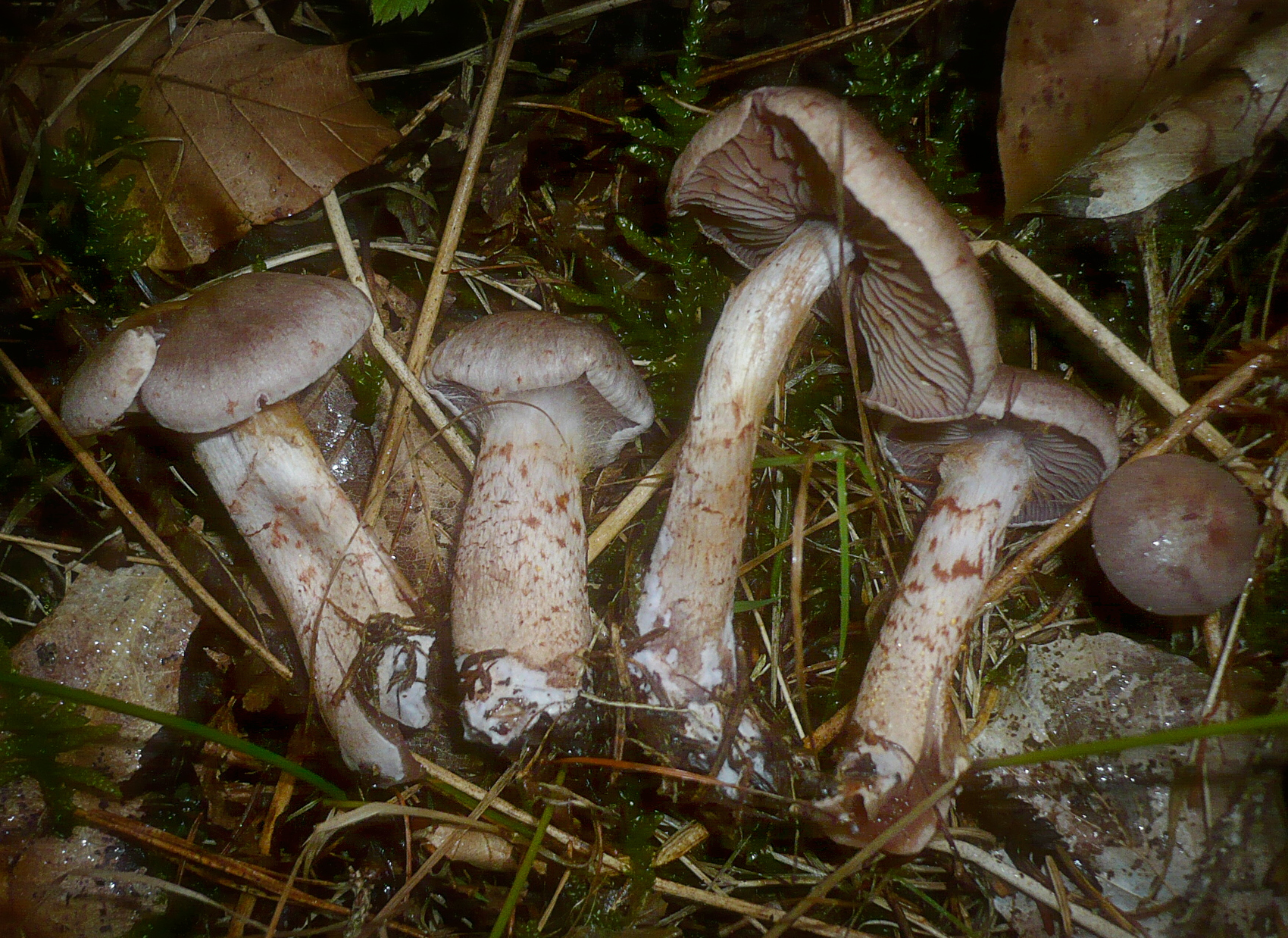
C. spilomeus în diverse mărimi

## Confuzii
Specia poate fi confundată de exemplu cu Cortinarius alboviolaceus (necomestibil), Cortinarius allutus (comestibil), Cortinarius anomalus (miros insistent dulcișor, de calitate culinară foarte scăzută, se dezvoltă sub mesteceni și pini), Cortinarius bolaris (otrăvitor, se dezvoltă sub fagi și stejari), Cortinarius caerulescens (necomestibil, Cortinarius callisteus (otrăvitor), Cortinarius caninus (comestibil), Cortinarius cotoneus (otrăvitor), Cortinarius laniger (necomestibil), Cortinarius malachius (necomestibil), Cortinarius multiformis (comestibil, lamele inițial albicioase, apoi cenușii până la maroniu-roșcate și piciorul inițial albicios, apoi ocru deschis), Cortinarius purpurascens (comestibil), Cortinarius triformis (necomestibil), Cortinarius torvus (necomestibil), Cortinarius traganus (destul de otrăvitor) sau Cortinarius turmalis (necomestibil).

## Specii asemănătoare în imagini

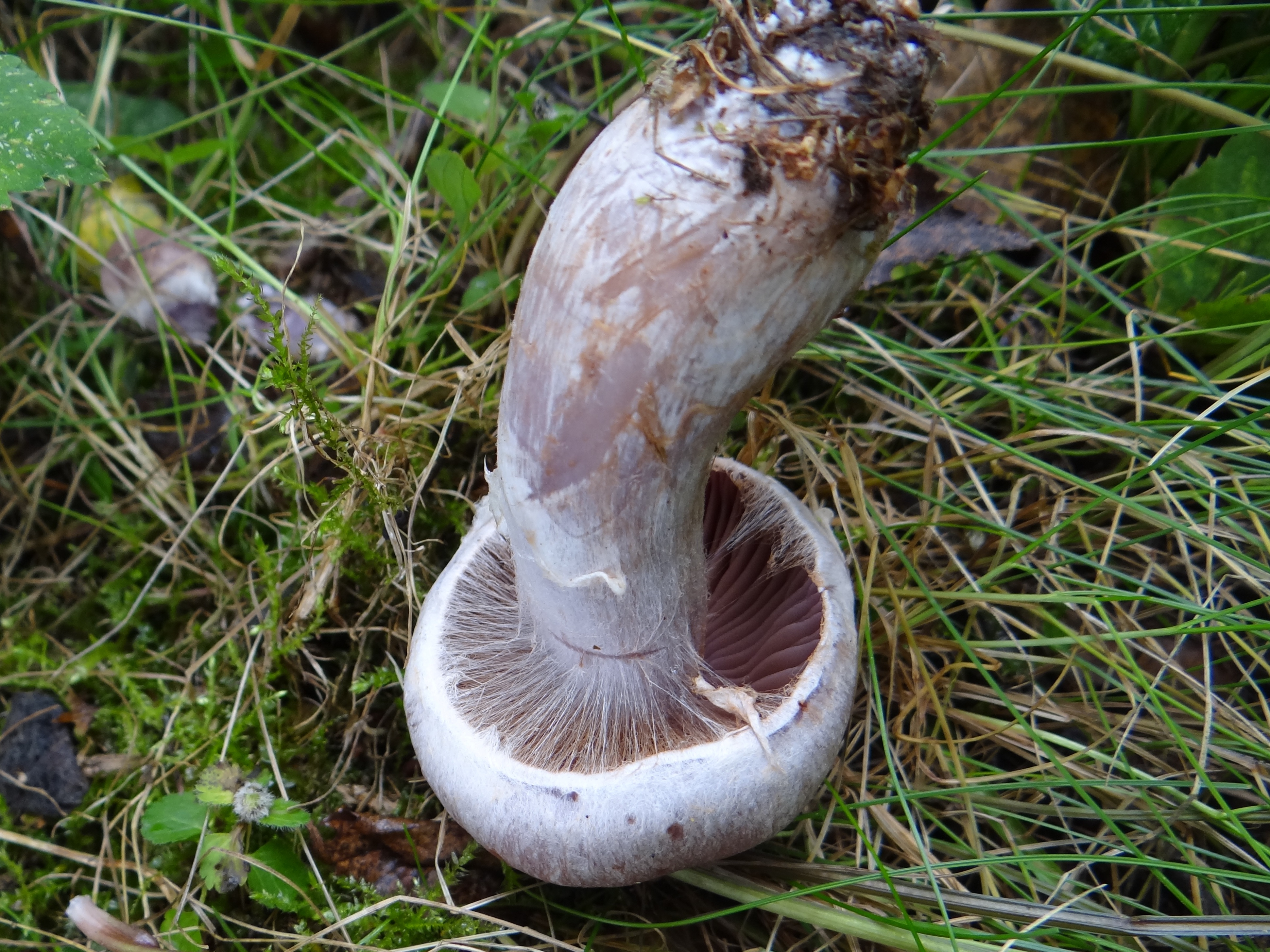
!Cortinarius alboviolaceus!
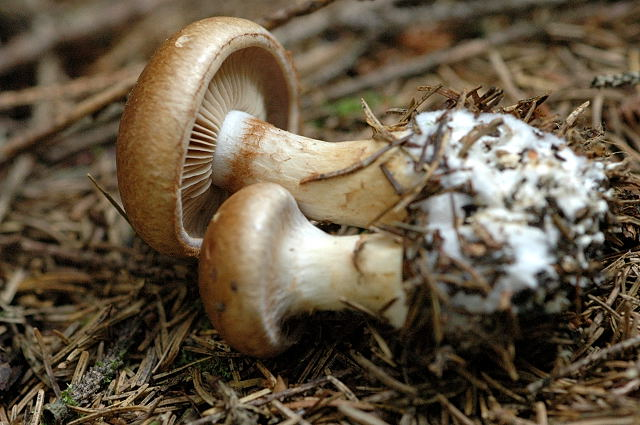
Cortinarius allutus
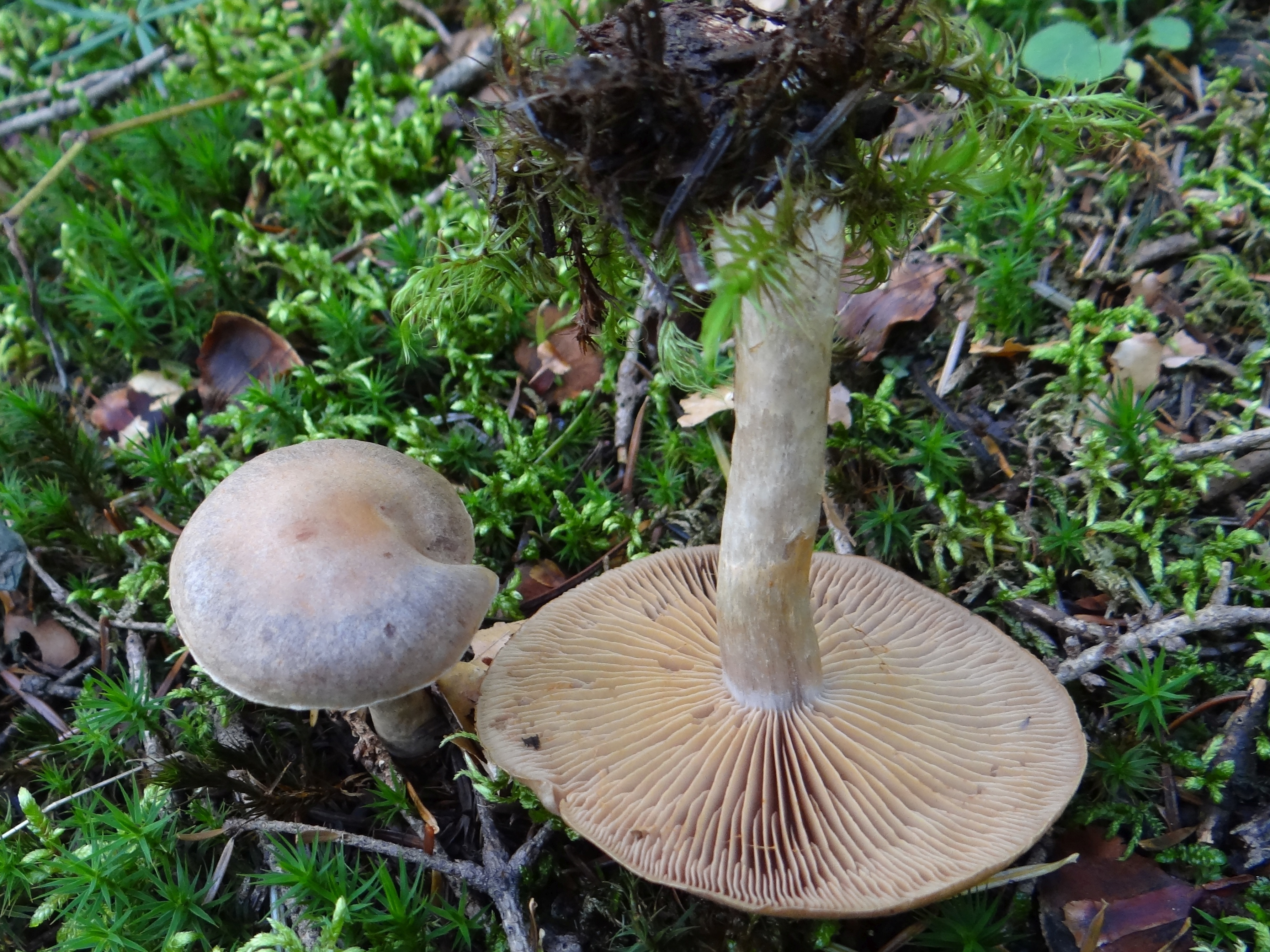
Cortinarius anomalus
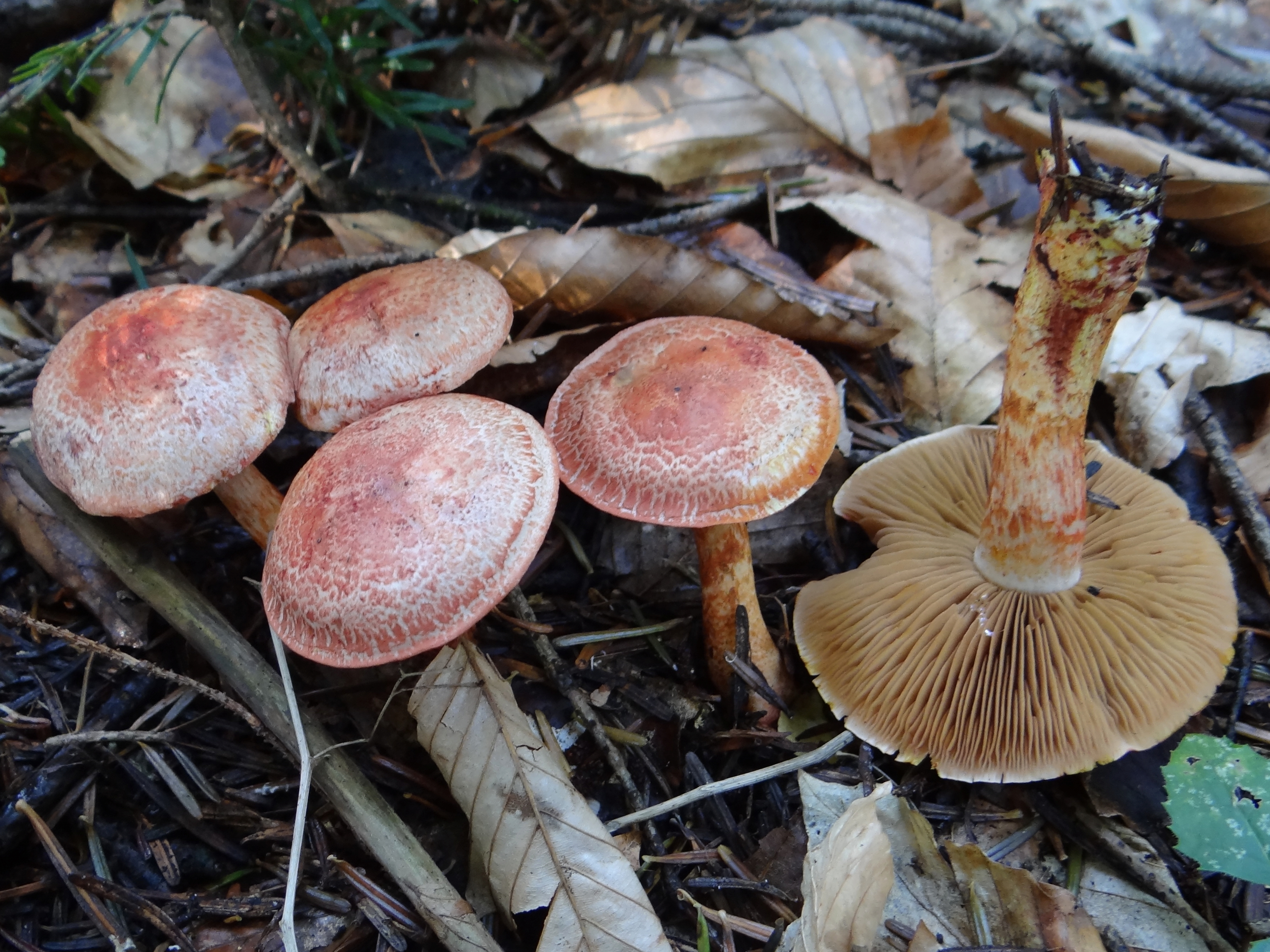
!! Cortinarius bolaris!!
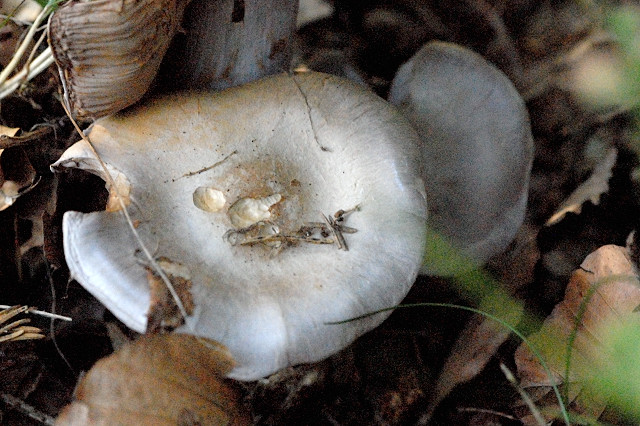
!Cortinarius caerulescens!
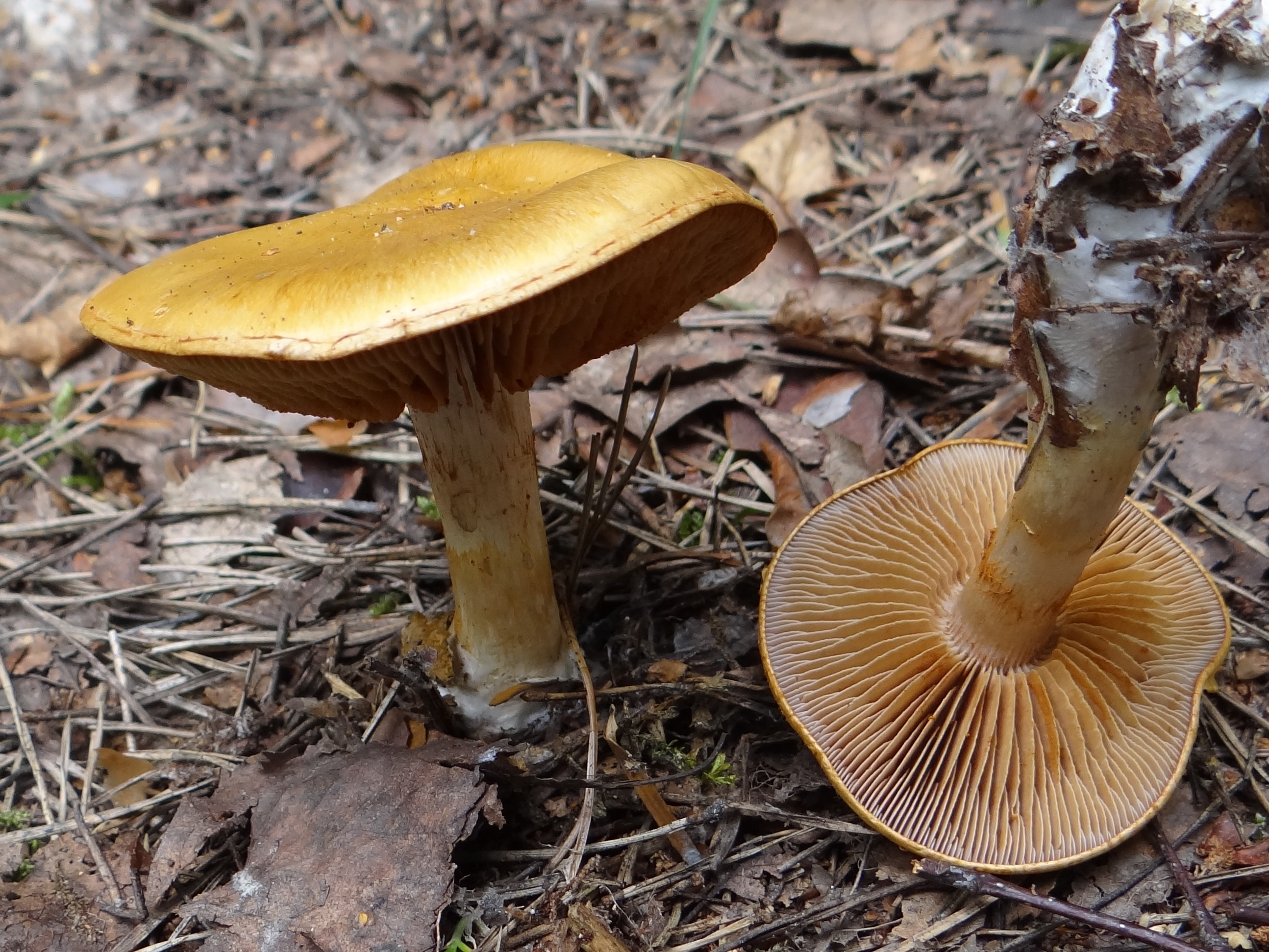
!!Cortinarius callisteus!!

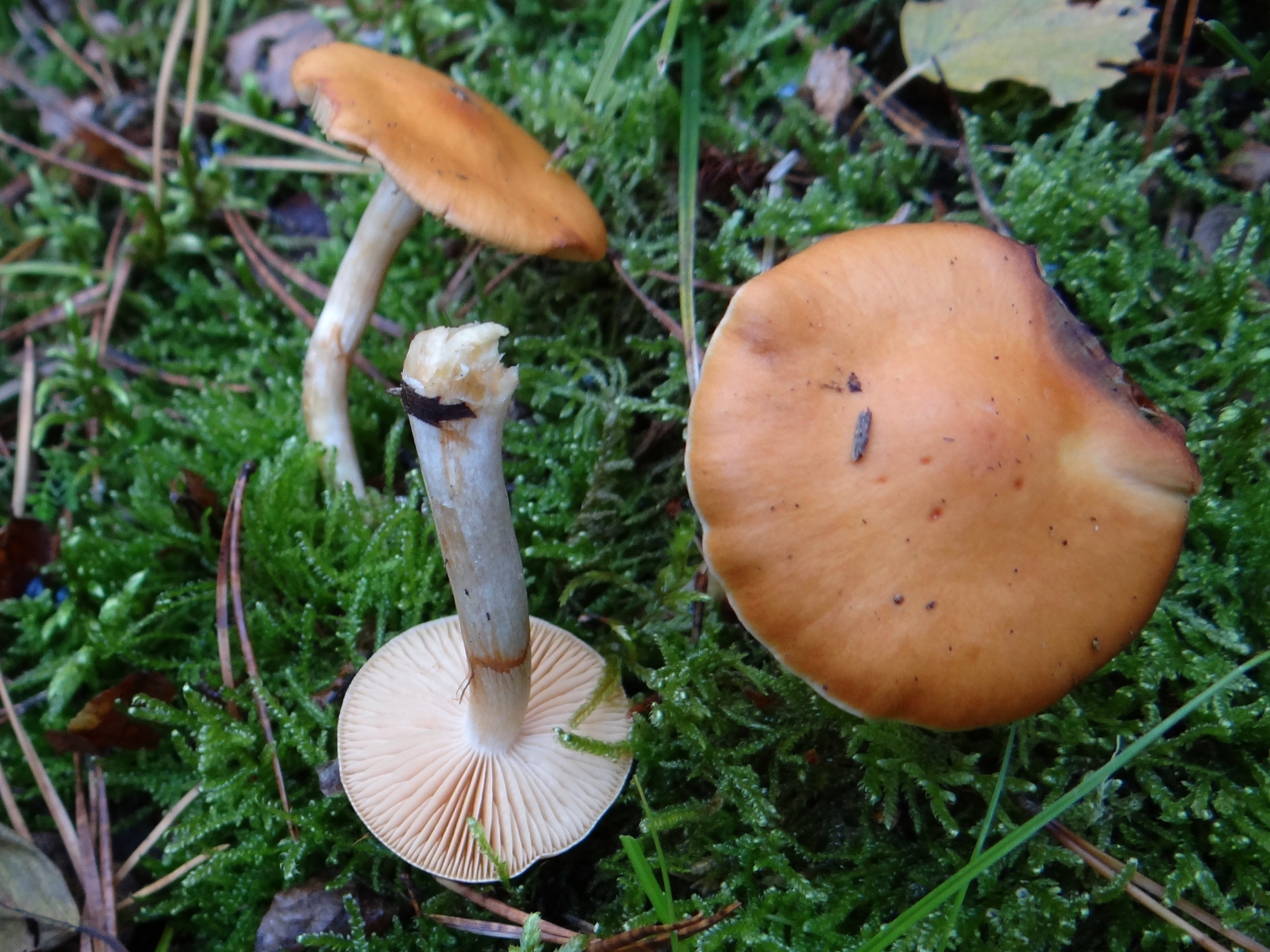
Cortinarius caninus
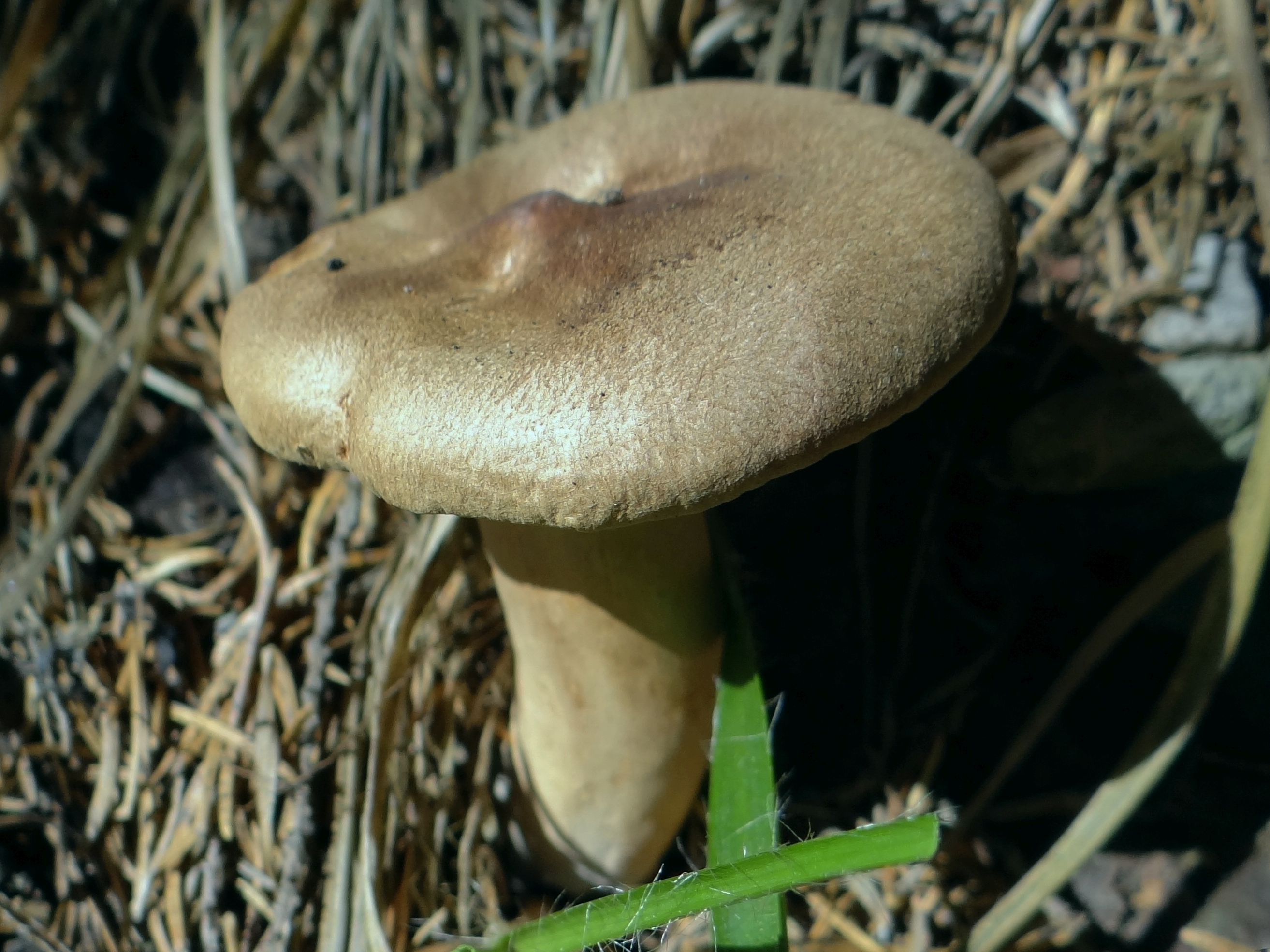
!!Cortinarius cotoneus!!
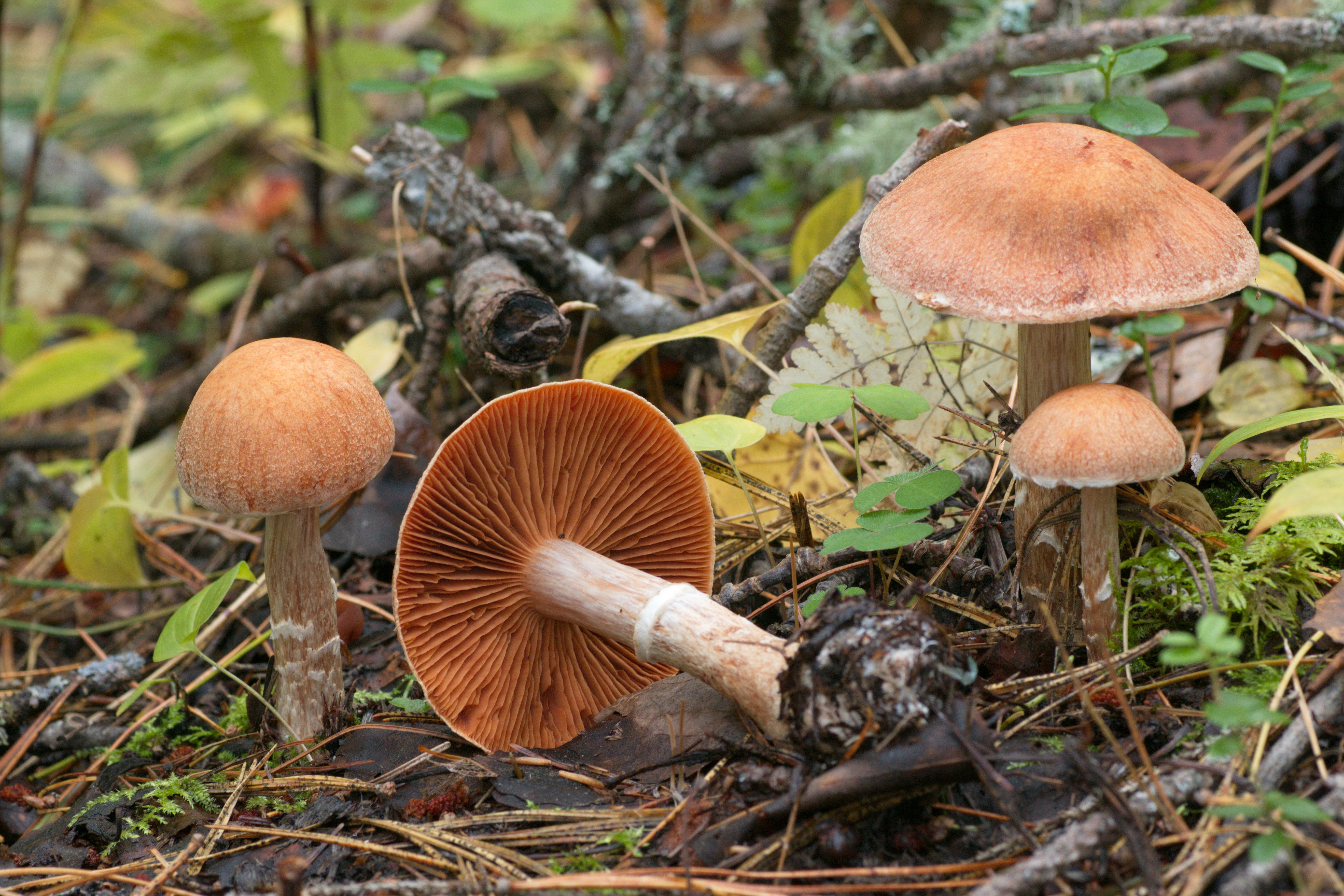
!Cortinarius laniger!
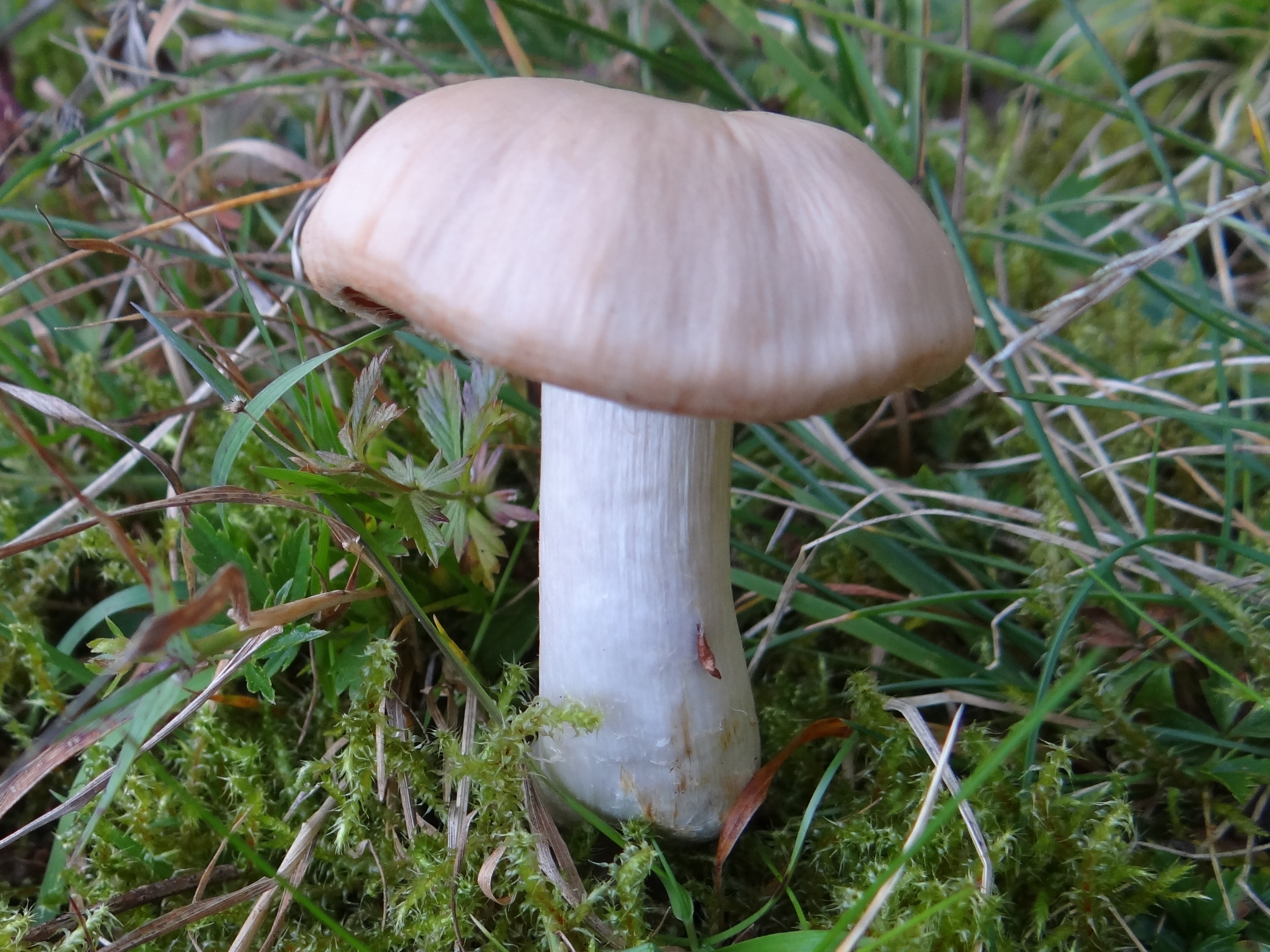
!Cortinarius malachius!
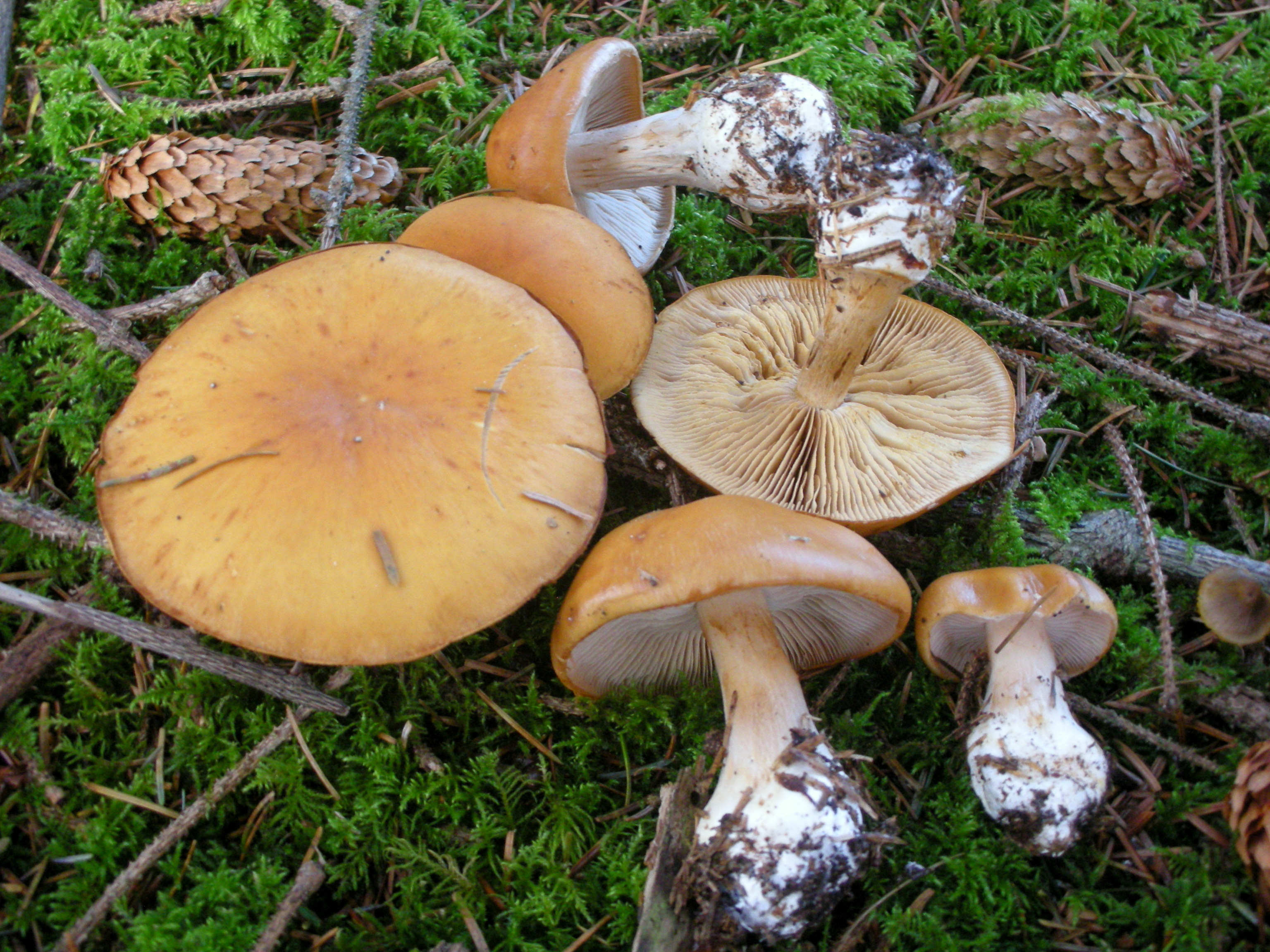
Cortinarius multiformis
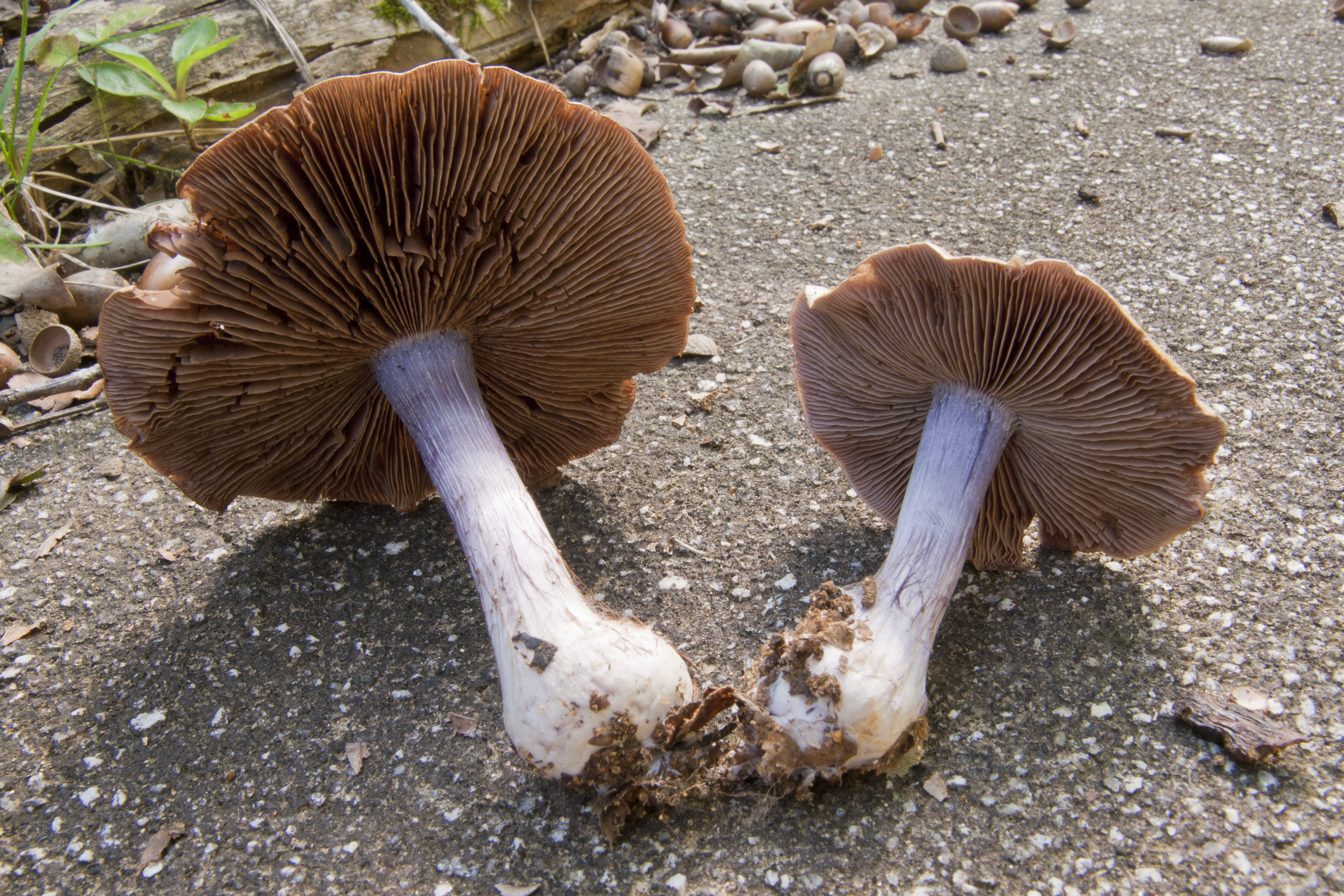
Cortinarius purpurascens
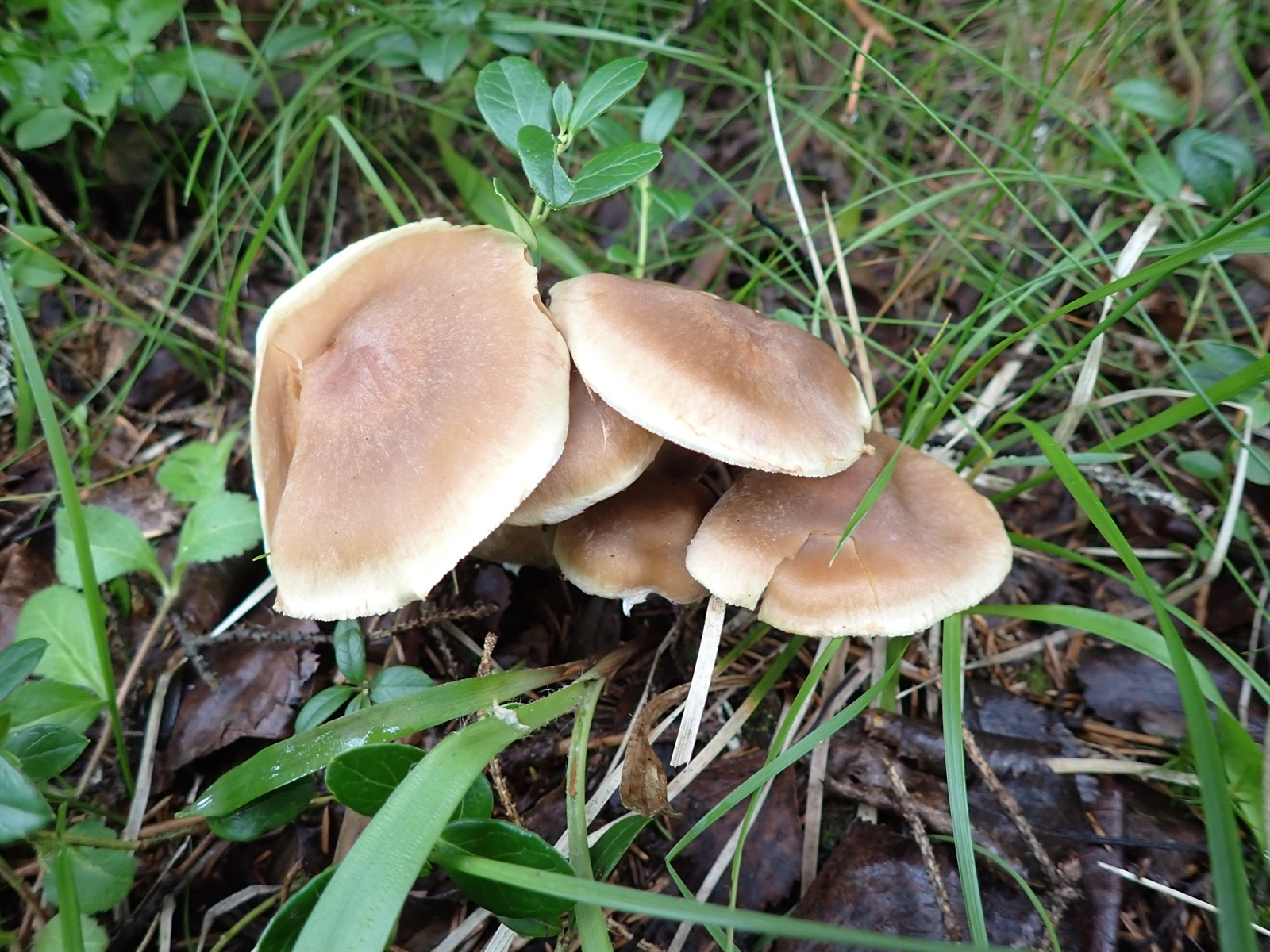
!Cortinarius triformis!
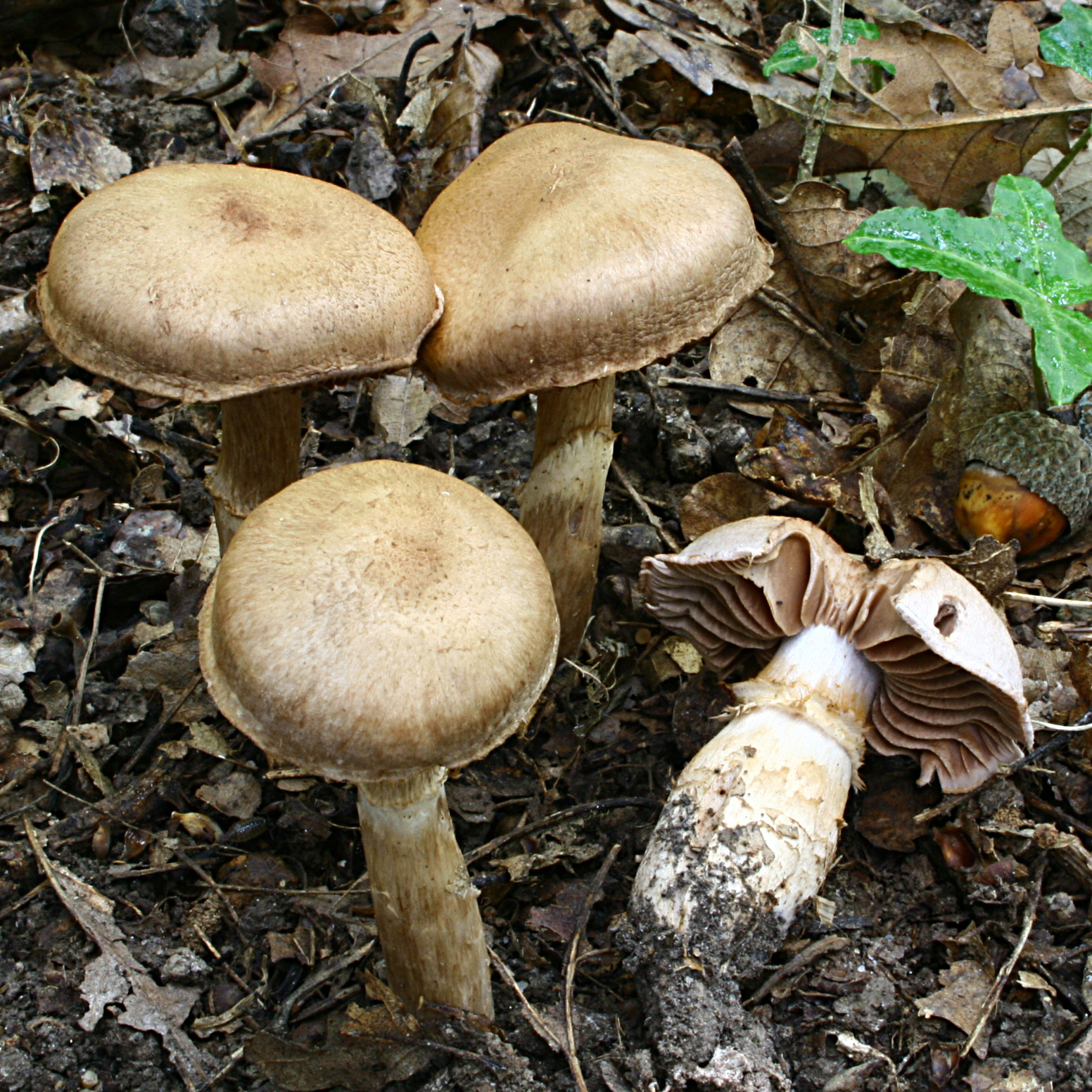
!Cortinarius torvus!
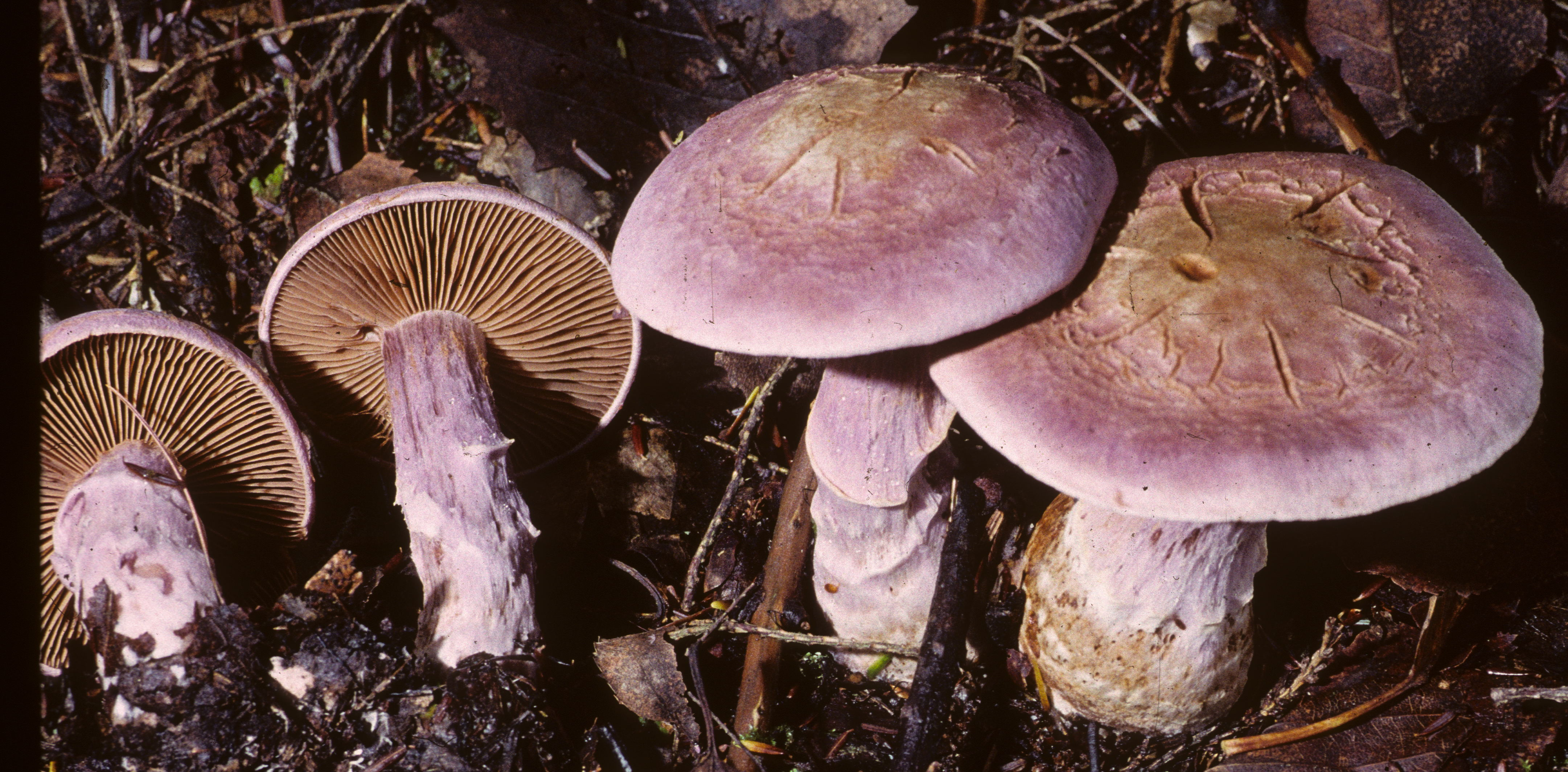
!!Cortinarius traganus!!
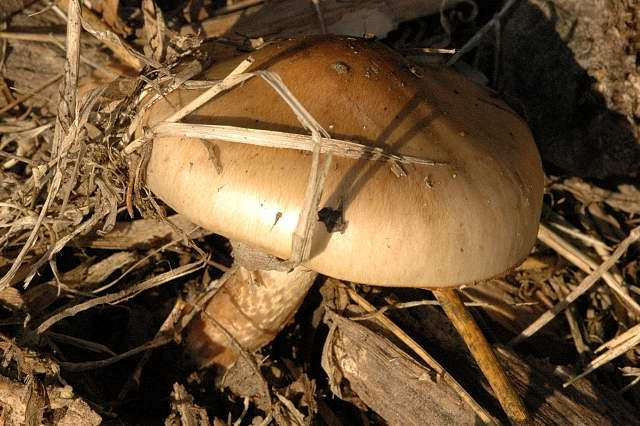
!Cortinarius turmalis!

## Valorificare
Această ciupercă este probabil neotrăvitoare, dar necomestibilă, din cauza cărnii subțiri și parțial fibroase precum al mirosului neplăcut. Cazuri de intoxicații nu sunt cunoscute. 